# Псаркі (Лодзинське воєводство)
Псаркі (пол. Psarki) — село в Польщі, у гміні Масловиці Радомщанського повіту Лодзинського воєводства.
У 1975-1998 роках село належало до Пйотрковського воєводства.